# Homme de métal
Mark Raxton, alias l’Homme de métal (« Molten Man ») est un super-vilain évoluant dans l'univers Marvel de la maison d'édition Marvel Comics. Créé par le scénariste Stan Lee et le dessinateur Steve Ditko, le personnage de fiction apparaît pour la première fois dans le comic book The Amazing Spider-Man (vol. 1) #28 en septembre 1965.
C'est l'un des ennemis récurrent du héros Spider-Man.

## Biographie du personnage

### Origines
New-yorkais cupide et colérique, Mark Raxton était l'assistant du professeur Spencer Smythe chez Oscorp Industries. Ensemble, ils inventèrent un alliage liquide à partir des fragments d'une météorite (utilisé pour construire les Spider-Slayers (en)).
Raxton tenta de dérober le produit pour le revendre au marché noir, mais Smythe s'interposa. Dans la bagarre, Raxton fut aspergé par la substance et sa peau devint dorée. Il partit aux urgences et découvrit que sa force avait augmenté. Sous le nom d’Homme de métal, il se tourna vers le crime. Les premières fois, il fut arrêté par Spider-Man.

### Parcours
Avec le temps, le corps de Mark Raxton commença à s'altérer, devenant plus mou et émettant une forte chaleur. Il vola des fragments de météorite dans un musée pour se guérir. Une chute dans l’East River polluée après un combat contre le « Tisseur » stoppa la dégénérescence.
Plus tard, tentant toujours de trouver un remède à sa mutation, Raxton cambriola une usine pharmaceutique. Ses expériences furent un échec et il sombra dans la folie. Il kidnappa sa belle-sœur, Liz Allen (une amie de Peter Parker). Le super-héros sauva la jeune femme et l’Homme de métal fut enterré sous les décombres de son laboratoire.
Il réussit à en ressortir et essaya une fois de plus d'enlever la jeune femme. Cette fois-ci, Spider-Man le fit tomber dans une piscine, ce qui éteignit sa combustion, et il fut incarcéré à la Voûte.
À sa sortie de prison, Raxton reprit le droit chemin. Le mari de Liz, Harry Osborn, lui offrit un poste chez Osborn Industries. Il devint par la suite un allié occasionnel de Spider-Man et un protecteur des proches de Peter Parker.
Pourtant, pendant la Saga du Clone, Raxton fut enlevé par le Bouffon vert et mentalement conditionné. Pendant cette période, il commit un meurtre sur une femme et en conserva un souvenir douloureux.

### Civil War
Pendant la Guerre civile, Raxton et l’Épouvantail furent utilisés comme appâts pour attirer les Vengeurs de Captain America. Ce fut finalement le Punisher qui intervint et blessa très sérieusement les deux hommes.

## Pouvoirs et capacités
La peau de Mark Raxton a totalement absorbé l’alliage expérimental sur lequel il travaillait, transformant la totalité de ses tissus externes en une substance métallique dorée. Altérée par un produit chimique, sa peau est devenue solide comme de l'acier, lui offrant une forte protection contre les dommages, y compris les balles de gros calibre et les températures externes élevées sur de longues durées, jusqu’à une limite de 260 °C.
En complément de ses pouvoirs, Mark Raxton est un ingénieur compétent, diplômé en chimie.
- Le corps métallique de l'Homme de métal lui a donné une force surhumaine, lui permettant de soulever (ou d’exercer une pression équivalente à) environ 40 tonnes dans des conditions optimales[1].
- Sa peau, très lisse est recouverte d’un alliage anti-friction, qui n'offre pas de prise et empêche la toile de Spider-Man d'y adhérer[1].
- Par simple volonté, il peut entrer en fusion et générer une intense chaleur, atteignant une température d'environ 150 °C, suffisante pour provoquer de graves brûlures par contact ou encore enflammer les tissus, faire fondre certains alliages et même la brique, ainsi que de générer des radiations létales. À certains moments, il a montré posséder la faculté de projeter des flammèches à partir de son corps[1].
- Sa condition métallique ne lui a pas fait perdre sa sensibilité corporelle ; ses doigts métalliques sont sensibles aux sons des pièces de métal composant les serrures ou cadenas, il peut donc toujours forcer des serrures, domaine dans lequel il excelle[1].